# Ellen van Eldik (kunstenaar)
Ellen van Eldik (Nijmegen, 1 mei 1950) is een Nederlands beeldend kunstenaar. Ze is actief als graficus, schilder, tekenaar en sieraadontwerper.
Van Eldik kreeg haar opleiding aan de kunstacademie in 's-Hertogenbosch en was in 1985 een van de winnaars van de Koninklijke Subsidie voor Vrije Schilderkunst. Ze was werkzaam vanuit haar ateliers in Nijmegen en Joppe. De natuur en vooral bloemen zijn een terugkerend thema in haar werk. Hiernaast was ze actief als docent en curator bij exposities.